# Babel-Verlag
Der Babel-Verlag ist ein 1990 von Bülent Tulay gegründeter Münchner Buchverlag. Der Verlag versteht sich als „multikultureller Verlag, der in der Tradition steht, den literarischen Dialog zwischen den Kulturen zu fördern“.
Babel gibt sowohl Belletristik als auch Sachbücher heraus sowie die Literaturzeitschrift Sirene.

## Weblink
- https://www.verlag-babel-tulay.de/